# Ghetlova
Ghetlova è un comune della Moldavia situato nel distretto di Orhei di 2.770 abitanti al censimento del 2004

## Località
Il comune è formato dall'insieme delle seguenti località (popolazione 2004):
- Ghetlova (1.529 abitanti)
- Hulboaca (717 abitanti)
- Noroceni (524 abitanti)